# Curdin Orlik
Pour les articles homonymes, voir Orlik.
Curdin Orlik, né le 5 février 1993, est un lutteur suisse.
Il est le premier sportif d'élite suisse en activité à avoir fait publiquement état de son homosexualité.

## Biographie
Curdin Orlik naît le 5 février 1993,. Il grandit à Landquart, dans le canton des Grisons, dans une famille très religieuse, catholique pratiquante. Sa mère, Helen Orlik, est d'origine argovienne et s'occupe du foyer ; son père, Paul Orlik, ancien garde suisse, fils d'un immigré tchèque, est gendarme et également lutteur d'excellent niveau. Il a trois frères, Lucas, Flavio et Armon Orlik. Ce dernier, son cadet, est considéré comme l'un des meilleurs lutteurs suisses contemporains,,,.
Il fait un apprentissage de paysan en Suisse romande, près d'Yverdon, puis des études d'agronomie à Zollikofen, à la Haute école des sciences agronomiques, forestières et alimentaires. Il exerce depuis la fin de ses études, en été 2018, après l'obtention de son diplôme d'ingénieur agronome, la profession de chef de projet pour les produits carnés auprès d'IP-Suisse,.
Il joue de l'orgue depuis son enfance,,.
Il est père d'un fils, né en 2016. Il rencontre la mère de son enfant lors de ses études, mais ils se séparent en 2017 après qu'il a décidé de ne plus refouler son attirance pour les hommes. Il est le premier sportif d'élite suisse en activité à faire publiquement état de son homosexualité, au début 2020 dans la presse, qui plus est dans un sport très viril et lourd de traditions,,.
Depuis son arrivée dans le canton de Berne, il habite d'abord à Kandersteg avec la mère de son enfant, puis après leur séparation à Rubigen,, et enfin dans l'Oberland bernois, à Thoune depuis 2020.

## Carrière sportive
Il commence par pratiquer le judo à l'âge de sept ans, puis la lutte suisse cinq ans plus tard,, au club de lutte d'Unterlandquart.
Lutteur actif depuis 2005, il remporte sa première couronne en 2010, à la Fête de lutte Grisons-Glaris. Une rupture des ligaments croisés l'année suivante freine cependant son ascension et l'éloigne des ronds de sciure pendant deux ans.
Longtemps resté dans l'ombre de son frère Armon, il est notamment vainqueur de la fête cantonale valaisanne de lutte en 2014 et 2017 (1er ex aequo), de la fête cantonale fribourgeoise de lutte en 2014 (1er ex aequo), de la fête de lutte de l’Oberland bernois en 2018 et de la fête de lutte de l’Emmental en 2019. Il est finaliste à la Fête d'Unspunnen en 2017 et obtient une couronne à la Fête fédérale de lutte et des jeux alpestres de 2019 grâce à son neuvième rang. En 2022, il remporte la fête de lutte de Frutigen, celle du Seeland et une couronne à la Fête fédérale de lutte et des jeux alpestres grâce à son quatrième rang.
En 2019, il rompt avec son sponsor Roviva, un fabricant suisse de matelas, en raison des liens de son directeur avec l'extrême droite. Un autre de ses sponsors, la société Planzer Transport, fait circuler depuis 2021 un camion à son effigie dans l'Oberland bernois muni du slogan « Qui connaît sa destination trouve le chemin »,,.
Depuis 2017, il combat pour la Fédération bernoise de lutte après avoir fait partie de la fédération du nord-est de la Suisse et, brièvement en 2014, de la fédération romande.

### Caractéristiques de lutteur
D'un gabarit de 187 cm pour une petite centaine de kilos (103 en 2017 et 112 en 2021), il n'a pas l'explosivité ou la force brute de certains de ses adversaires, mais est l'un des lutteurs les plus affûtés physiquement et gagne au mental et à la tactique.
En tant que lutteur berger (Sennenschwinger), il doit porter une chemise de travail, par exemple l'emblématique chemise edelweiss, et un pantalon foncés (par opposition au Turnerschwinger, le lutteur gymnaste, historiquement citadin, qui porte chemise et pantalon blancs),,.